# Куприкова кістка

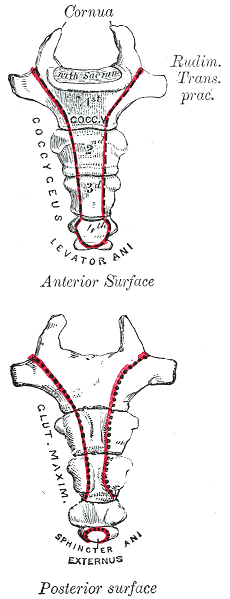
Куприк

Ку́прикова кістка (лат. os coccygis), ку́прик (coccyx) — кістка в людини, яка зростається з вершиною крижів. Куприк утворений 1–5 (частіше 4) зрослими рудиментарними хребцями. Зростання відбувається у віці 12—25 років.

## Назва
Латинська назва coccyx походить від грец. κόκκυξ — «зозуля»; у працях Герофіла так називався кінець хребцевого стовпа. Назва пояснюється схожістю кісточок куприка на дзьоб птаха. У XVI столітті Андреас Везалій писав (використавши латинську кальку os cuculi): os cuculi, a similitudine rostri cuculi avis («зозулина кістка показує схожість з дзьобом зозулі»). Французький анатом XVI—XVII століть Жан Ріолан Молодший, проте, дає назві своє, доволі дотепне пояснення: quia crepitus, qui per sedimentum exeunt, ad is os allisi, cuculi vocis similitudinem effingunt («тому що звук виходу газів з ануса, при зіткненні їх з цією кісткою, показує схожість зі звуками зозулі»). Друга етимологічна версія уявляється малообґрунтованою.
Поряд з os coccygis, coccyx та калькованою назвою os cuculi, засвідчена інша латинська назва — os caudae («кістка хвоста»).
Українська назва походить від ранішого купер, прасл. *kuprъ, пов'язаного з *kupa.

## Будова
У жінок та рідше чоловіків хребці куприкової кістки зберігають рухливість у своїх суглобах. У жінок єдині рухи в цих суглобах відбуваються під час пологів, коли пологові шляхи жінки розширюються під час зганяння плода.
Куприковий відділ хребта людини відповідає хвосту хребтових тварин.

## У тварин
Головною кісткою куприка птахів є пігостиль.